# Escuoliosis
La escuoliosis es un sincretismo lingüístico entre las palabras "escuela" y "escoliosis" (en inglés "schooliosis"= "school" + "scoliosis") ideado y descrito por Petr Skrabanek y James McCormick. Este término se incluye dentro del grupo de promoción de enfermedades.
Los autores afirman que existe un cierto grado de sobrediagnóstico de escoliosis en la escuela, el cual origina daños en el bienestar de la niñez, con implicaciones éticas, sociales y económicas.
Tras una actividad preventiva en el colegio o instituto, se origina un diagnóstico incorrecto de escoliosis que desencadena una serie de intervenciones médicas innecesarias sobre el adolescente. Son cascadas diagnósticas y terapéuticas en las que participan varios especialistas, las cuales pueden finalizar con daño iatrogénico sobre un niño sano con espalda normal. Los riesgos son sobreexposición innecesaria a rayos X (por reiteradas radiografías diagnósticas), técnicas de rehabilitación con efectos secundarios (tracciones), tratamientos ortopédicos estigmatizantes (corsés dorsolumbares) y gastos en tiempo, desplazamientos, etc.
La familia del niño vive con angustia la información recibida en el reconocimiento escolar, y le obliga a buscar la confirmación diagnóstica y los tratamientos que le curen. Pero este proceso puede traer más complicaciones que ventajas, limitando el desarrollo físico y psíquico del menor, al estar condicionado por la multitud de intervenciones sanitarias a las que es sometido.